# Benjamin Breckinridge Warfield
Benjamin Breckinridge Warfield (Lexington, 5 november 1851 – Princeton, New Jersey, 16 februari 1921) was theoloog en professor in de theologie op het Princeton Theological Seminary van 1887 tot 1921.

## Leven
Warfield was paardenliefhebber, zeer geïnteresseerd in renpaarden en hun stamboom. Zijn specialisme was echter korthoornvee. Op dat gebied was hij een kenner van wereldformaat. In de jaren tachtig van de negentiende eeuw schreef hij er tal van artikelen over in de "National Live Stock Journal".
Warfield was via zijn moeders kant, de kleinzoon van professor Robert J. Breckinridge, een vooraanstaande predikant bij de Presbyteriaanse Kerk. In 1873 ging hij aan Princeton Theological Seminary theologie studeren. Na zijn studie preekte hij in 1876 gedurende een korte tijd in Presbyteriaanse kerken in Concord, Kentucky en Dayton, Ohio als een 'supply pastor' - de laatste kerk beriep hem als predikant (wat hij beleefd weigerde). Hij huwde in 1878 met Annie Pearce Kinkead, die tijdens de huwelijksreis in Duitsland door de bliksem werd getroffen waardoor ze altijd min of meer invalide is gebleven. In 1887 werd hij de opvolger van A. A. Hodge als hoogleraar in de polemische en didactische theologie aan Princeton Theological Seminary. Dat is hij tot het eind van zijn leven gebleven. Kort nadat hij een hartaanval kreeg is Warfield overleden op 21 februari 1921.

## Werk
Van 1886 tot 1902 was hij hoofd van het Princeton Theological Seminary. Warfield was de gastheer van Abraham Kuyper toen deze in 1898 zijn Stone-lezing hield aan het Princeton Theological Seminary. Sommige conservatieve Presbyterianen beschouwen hem als de laatste van de grote theologen van Princeton vóór de splitsing in 1929 die het Westminster Theological Seminary en de orthodoxe Presbyteriaanse kerk vormde. Warfield is het meest bekend geworden als verdediger van de inspiratieleer. Zaspel: "Zijn referentiepunt was: "Wat de Schrift zegt, zegt God". Daarom kon hij nooit de erkenning van één enkele fout, hoe klein dan ook, in de Schrift toelaten. Het was zijn passie om het liberale element binnen het Presbyterianisme en daarbuiten binnen het christendom als geheel te weerleggen.

## Warfields theologie
- Warfield predikte en geloofde de doctrine van het sola scriptura - dat de Bijbel Gods geïnspireerde Woord is en voldoende is voor de gelovige christen. Hij nam het op voor de goddelijke 'inspiratie' van de Bijbel.
- In zijn boek Counterfeit Miracles bepleitte hij het cessationisme, het stoppen van wonderen na de tijd van de apostelen.
- In zijn strijd tegen het modernisme aan de ene kant en tegen het revivalisme aan de andere kant, verdedigde hij het gereformeerde geloof.
- Warfield geloofde niet dat evolutie een verwerping van het geloof vereiste. Zijn recensie in 1889 van The Life and Letters of Charles Darwin bevatte deze verklaring: "Er zijn veel evolutionisten geweest die theïsten en christenen zijn en zijn gebleven." Bij zijn gedachten over evolutie, gebruikte hij onder andere Calvijn en H. Bavinck. Zo stelde hij dat de scheppingsleer en de evolutietheorie niet hetzelfde vlak bestrijken.[4] De scheppingsleer gaat over het ontstaan van het leven, de evolutietheorie gaat over de ontwikkeling van het leven.
- In tegenstelling tot zijn tijdgenoten in Princeton, en misschien vanwege zijn invalide vrouw, gaf Warfield nooit veel om de regering van de kerk via de synodes. Hoewel hij zeker steun gaf aan politieke bewegingen binnen verschillende kerken om de conservatieve theologie te versterken en te bevorderen.

## Trivia
Op 8 april 2010 promoveerde de Amerikaanse predikant Fred G. Zaspel aan de Vrije Universiteit te Amsterdam op de dissertatie "The Theology of Benjamin Breckinridge Warfield: A Systematic Reconstruction". Promotor van het overzichtswerk is prof. dr. A. van de Beek. Zaspel is predikant van een hervormde baptistengemeente in Lansdale (Pennsylvania, Verenigde Staten).
- Biblioteca Nacional de España: XX1157348
- CiNii: DA10122605
- Gemeinsame Normdatei: 119214318
- International Standard Name Identifier: 0000 0000 8190 9937
- Library of Congress Control Number: n50028302
- Bibliotheek van het Japanse parlement: 00460204
- Nationale Bibliotheek van Tsjechië: xx0011913
- Nationale bibliotheek van Australië: 35591442
- Nationale Bibliotheek van Israël: 987007278791705171
- Nederlandse Thesaurus van Auteursnamen: 073579211
- SNAC: w6ht2q40
- Système universitaire de documentation: 111135753
- Trove: 1006856
- Virtual International Authority File: 816772
- WorldCat: E39PBJgRMBJR34Xt8Q7CJdt9Xd